# 渤海 (海域)

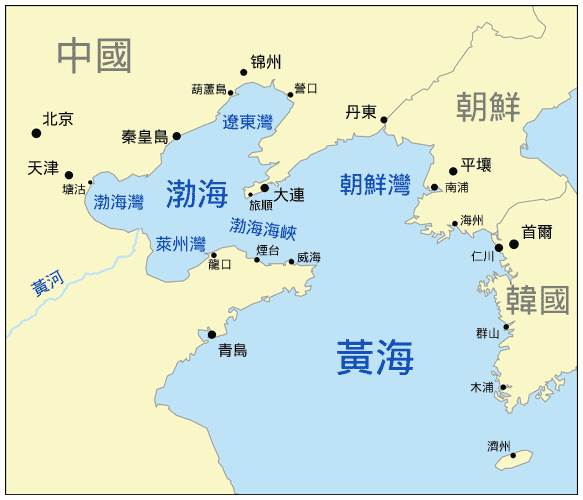
渤海

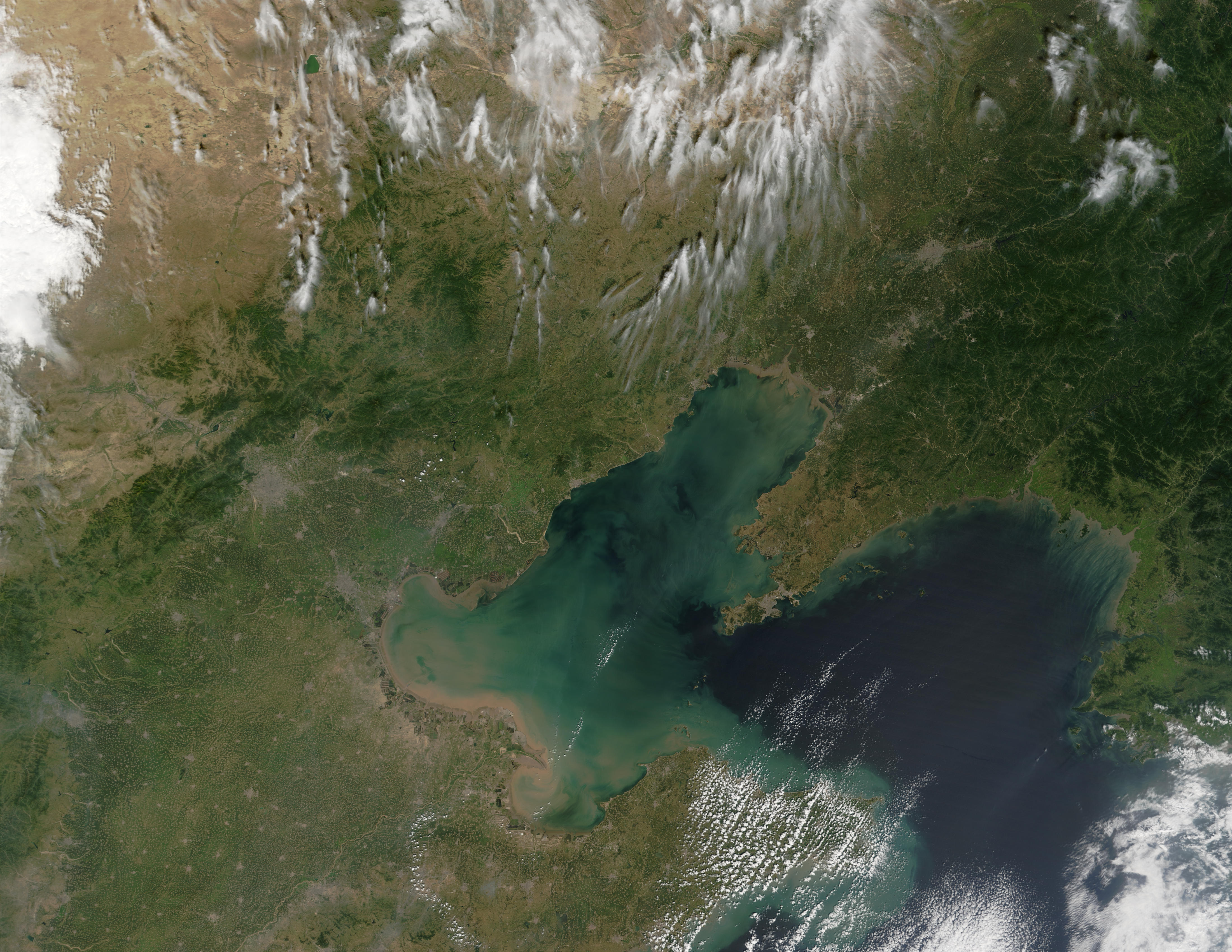
渤海の衛星写真

渤海（ぼっかい、中国語 渤海、拼音: Bó Hǎi ポーハイ）は、中国北部、遼東半島と山東半島の間にある内海状の海域である。
面積はおよそ7万8000平方キロメートル、長さは280キロメートル、平均深さは25メートル。

## 解説
渤海には3つの湾があり、北部が遼東湾、西部が渤海湾(中国語版)、南部が莱州湾(中国語版)である（渤海は湾状の海域だが、渤海湾は渤海の別名ではない）。東は渤海海峡を通じて黄海に続いている。渤海海峡の北部は老鉄山水道、南部は廟島群島となっている。渤海には黄河、遼河、海河、灤河などが注いでいる。潮の干満の差が大きい。
冬季には沿岸部を中心に海面が凍結することがあり、海上交通や漁業に影響を及ぼす。首都北京市の外港として天津市が位置するが、北京から距離はあるものの海面が凍結しにくい秦皇島市も商業港として近年開発が進んでいる。
渤海では漁業が盛んで、主要な漁港は煙台であるが、2014年の中国メディアによると、養殖業者による抗生物質等薬品大量投与により近海生物がほぼすべて絶えてしまっているという。また、製塩も盛んで、天津付近には著名な塩田がある。1960年から始まった渤海の油田探査により、現在では湾内とその周辺部で海底油田や天然ガス田が発見されている。
2007年5月3日、中国石油天然気集団公司（CNPC）は渤海湾灘海地区、（河北省唐山市曹妃甸島に位置する）において埋蔵量10億トンに達する大油田を発見したと発表。油田名は「冀東南堡油田」と命名された。渤海湾では、2004年に5つの油田を発見、年あたり100万トンの原油を生産しているという。
渤海周囲の地域で環渤海経済圏を形成しているが、近年は天津や唐山をはじめとする工業地帯からの排水の流入が激しく、閉鎖性水域であるため外海との出入りも少なく海洋汚染が著しい。漁業が壊滅状態になるなど環境問題が深刻化している。
698年から926年まで日本海岸にあった国家である渤海国は、渤海には面していない。初代国王大祚栄が渤海沿岸の渤海郡王に封ぜられたことからこの国号となった。